# Deslocado
Deslocado – singel portugalskiego zespołu muzycznego Napa wydany 23 stycznia 2025 roku, nakładem wytwórni Sony Music i Universal Music Group. Kompozycja reprezentowała Portugalię w 69. Konkursie Piosenki Eurowizji (2025).

## Tło i kompozycja
Utwór został napisany przez João Guilherme Gomesa a skomponowany przez sam zespół. Za produkcję odpowiadał Luís „Twins” Pereira. Według członków zespołu piosenka opowiada o „tęsknocie portugalskich studentów za ojczyzną, którzy byli zmuszeni wyjechać za granicę na studia aby mieć lepsze warunki życia zamiast pozostać w Portugalii”.

## Konkurs Piosenki Eurowizji
30 sierpnia 2024 portugalski nadawca Rádio e Televisão de Portugal (RTP) potwierdził swój udział w konkursie w 2025 publikując regulamin do kolejnej edycji preselekcji Festival da Cançao. 23 stycznia utwór zakwalifikował się do stawki preselekcji. Piosenka została zaprezentowana podczas drugiego półfinału preselekcji 1 marca 2025 i pomyślnie awansowała do finału. 8 marca zwyciężyła finał eliminacji zdobywszy łącznie 17 punktów w głosowaniu jury i telewidzów uzyskując tym samym prawo do reprezentowania Portugalii w konkursie. Utwór został zaprezentowany podczas pierwszego półfinału 13 maja 2025 i awansował do finału.

## Notowania
| Kraj       | Lista (2025)                              | Najwyższa pozycja |
| ---------- | ----------------------------------------- | ----------------- |
| Boliwia    | Billboard                                 | 25                |
| Grecja     | IFPI Greece International                 | 66                |
| Holandia   | Dutch Single Tip                          | 9                 |
| Litwa      | Singlų Top 100                            | 8                 |
| Luksemburg | Billboard                                 | 19                |
| Peru       | Anglo Airplay (Monitor Latino)            | 13                |
| Portugalia | AFP                                       | 1                 |
| Szwajcaria | Singles Top 100                           | 59                |
| Szwecja    | Veckolista Heatseeker (Sverigetopplistan) | 9                 |

## Certyfikaty i sprzedaż
| Kraj             | Certyfikat         | Sprzedaż |
| ---------------- | ------------------ | -------- |
| Portugalia (AFP) | 3x platynowa płyta | 30 000+  |